# Cuba nos Jogos Olímpicos de Verão de 1928

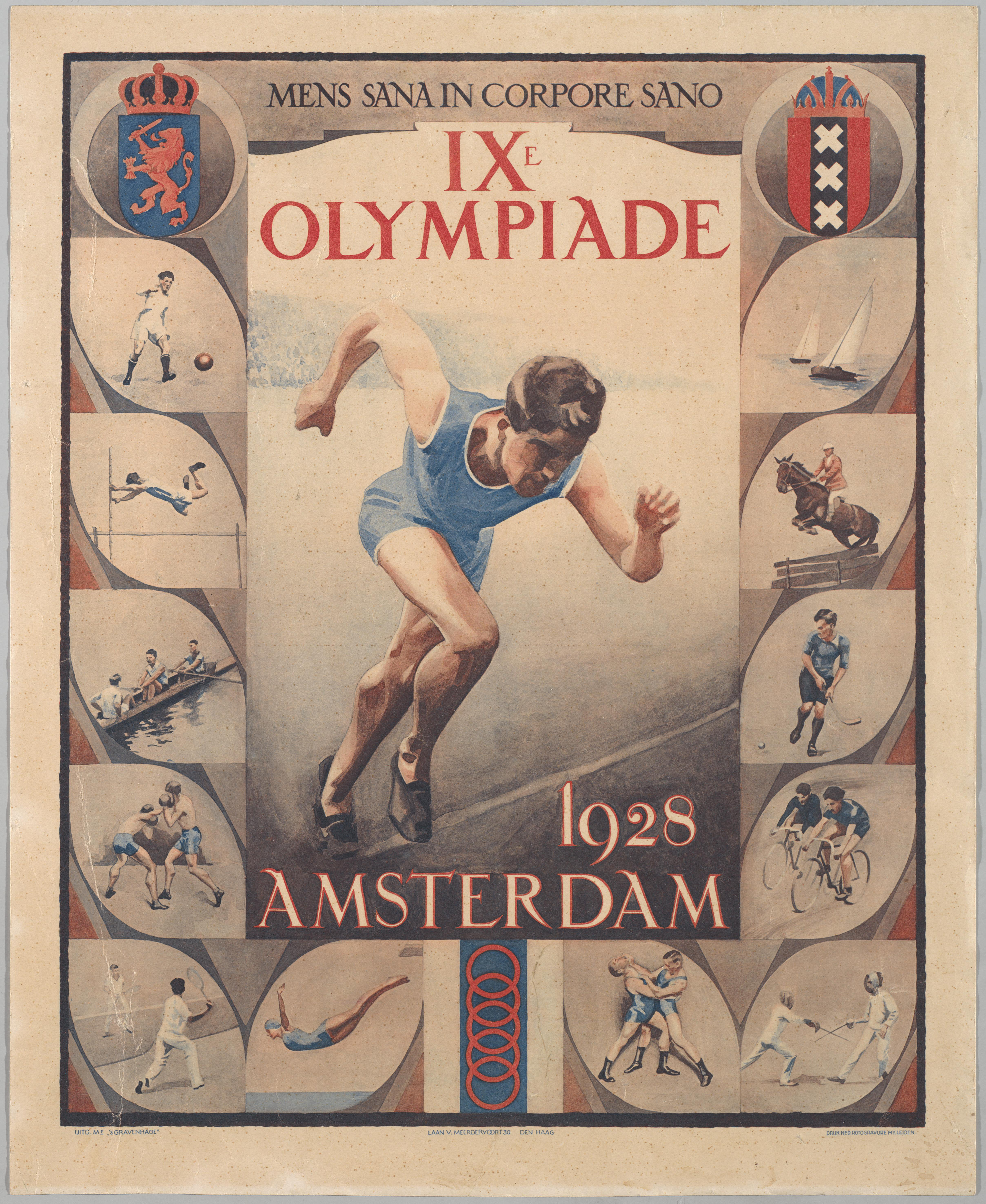
Pôster dos Jogos Olímpicos realizados em Amsterdã

A Cuba competiu nos Jogos Olímpicos de Verão de 1928, realizados em Amsterdã, nos Países Baixos. O único competidor foi José Eduardo Barrientos Schweyer (1904-1945) que tinha 24 anos quando competiu nos 100 metros masculinos. Ele chegou à segunda rodada, onde terminou em quinto na quarta bateria. Ele é conhecido como "El Relampago del Caribe" (Trovão do Caribe).